# Бану Курайза
Бану Курайза — иудейское племя, жившее в северной части Аравии, в районе оазиса Ясриб (современной Медины). В VII веке н. э. было уничтожено после конфликта с Мухаммадом.

## История конфликта

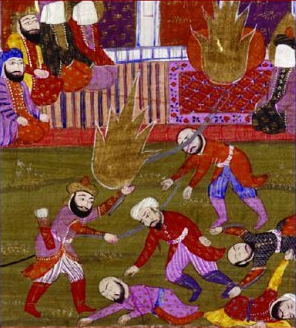
Истребление Бану Курайза на миниатюре. Оригинал хранится в Британской библиотеке

В 622 году была заключена Мединская конституция. В 627 году во время Битвы у рва Бану Курайза нарушили свои обязательства. Мусульмане выступили против этого клана после битвы. Бану Курайза сдались. Мужчины племени были обезглавлены, а женщины и дети порабощены.
Историчность этого события оспаривается некоторыми исследователями.